# Saint-Jean-d’Hermine
Saint-Jean-d’Hermine es una comuna nueva francesa situada en el departamento de Vandea, de la región de Países del Loira.

## Historia
Fue creada el 1 de enero de 2025, en aplicación de una resolución del prefecto de Vandea de 8 de agosto de 2024 con la unión de las comunas de Sainte-Hermine y Saint-Jean-de-Beugné, pasando a estar el ayuntamiento en la antigua comuna de Sainte-Hermine.

## Demografía
Según los datos aportados en la resolución del prefecto de Vandea, la comuna se crea con 3646 habitantes.

## Composición
| Comuna delegada      | Código INSEE | Población (2022) | Superficie (km²) | Densidad (hab./km²) |
| -------------------- | ------------ | ---------------- | ---------------- | ------------------- |
| Sainte-Hermine       | 85223        | 2962             | 34.47            | 86                  |
| Saint-Jean-de-Beugné | 85233        | 631              | 13.36            | 47                  |